# おトラさん (映画)
『おトラさん』は、1957年11月12日に東宝系で公開された日本映画である。モノクロ。スタンダード。東京映画作品。

## 概要
全6作製作される『おトラさんシリーズ』の第1作である。西川辰美の漫画『おトラさん』が原作で、同作は昭和25年（1950年）から昭和29年（1954年）まで、雑誌『主婦の友』（主婦の友社）や『読売新聞』に連載され、ラジオ東京テレビ（現：TBSテレビ）でもドラマ化されて、柳家金語楼の当たり役となっていた。映画化にあたって、ドラマを放送したラジオ東京テレビと、ドラマを一社提供したノーシン（荒川長太郎合名会社＝現在の株式会社アラクスの母体）がタイアップしている。
出演者はテレビ版と同じで、さらに原作者の西川と、当時「何と申しましょうかァ」という名台詞で人気者となっていた野球評論家の小西得郎が審査員役で出演した。特に小西は以後も全作品に出演し、名台詞「何と申しましょうかァ」を言っている。また同じ審査員役で、おトラ役の金語楼が二役となっている（ただしおトラが歌っているシーンはスタンドイン）。
金語楼の人気作にもかかわらず、地上波では放送されなかったが、CS放送開始後は放送され、作品が知られるようになった。

## ストーリー
東京の「光が丘」という町に、「日野江」という家族が住んでいた。家族は父親の牛三、母親の馬子、長女のトリ江、長男のタツオ、そして女中のおトラの5名だ。だがおトラはただの女中ではない。20数年前、馬子が日野江家に嫁ぐ際に一緒に随行し、体の弱い馬子に代わって家事のほとんどを行ってきた筋金入りの女中である。今では牛三も頭が上がらない、一家の柱だ。今日も日野江家に押し入った泥棒を捕まえて、警察署長から感謝状を貰ったほどだ。
今日はトリ江が放送局に入社する日。トリ江を生まれた時から手塩にかけて育ててきたおトラは、心配の余り弁当を届けるのを口実に放送局へ推参。局の重役に、近所の長さんの芋屋で買った焼き芋をプレゼントした。すっかり大恥を掻くトリ江。だがこのおかげで、新番組の案に詰まっていた同僚・上月が、「女中街録」「女中御用聞きのど自慢コンクール」などの名案を出した。
だが数日後、トリ江と上月は、上役の部長から番組の人気が無いと叱られていた。その事実はおトラを通じて、近所の女中仲間と御用聞きたちの耳に入る。これはトリ江のピンチと思った皆は、揃ってのど自慢に出場し、番組を盛り上げる事を決意した。そして当日、女中軍を相手に御用聞き軍のリードで迎えたのど自慢勝負の最終戦は、おトラの出番。おトラは最初こそアガっていたものの、歌い出してからは元気な喉を披露。見事女中軍を勝利に導いた。その様子を見た審査員の野球評論家・小西得郎は、1週間前に同番組に出場した男性からの、おトラを嫁にしたいという意向を伝えた。急な縁談を嫌がるおトラ。だが皆に勧められて、遂におトラは嫁ぐことを決めた。だがその後、日野江家に小西が現れ、先の話は先方の勘違いだったと言う。だがそうとは知らぬおトラは、町をうろついていた…。
おトラがいなくなった日野江家。そこにおトラの妹を自称する「小虎」が現れ、おトラの代わりに毎日働き始める。やがて縁談が勘違いだと知ったおトラが帰宅した。皆は喜ぶと同時に小虎の事を教えるが、おトラはそんな妹など知らないという。はて？　そこへ当の小虎が買い物から帰ってきた。おトラは「偽者!」と叫んで、インチキの妹と庭で大格闘となる。やがて小虎の鬘が取れ、正体は男だと分かった。実は小虎は「平さん」というクリーニング屋で、おトラの女中仲間のお八重に片思いだった。女中仲間の立場で彼女に近づくために、この様な格好をしていたのだ。おトラはまだ怒り収まらぬが、日野江家の皆やお八重になだめられて平さんを許してやる。
再びまた日野江家で働くおトラ。そんな彼女のもとへ仲間の女中達や御用聞き達がやって来て、喜びの歌を歌ってくれた。やはりおトラは、日野江家の女中が似合うようで……。

## スタッフ
- 原作：西川辰美
- 脚本：有崎勉（柳家金語楼）、新井一
- 監督：小田基義
- 撮影：中山二郎
- 音楽：奥村一
- 美術：狩野健、島康平
- 照明：伊藤盛四郎
- 録音：酒井栄三

## 出演者
- おトラさん／審査員：柳家金語楼
- 日野江牛三：有島一郎
- 日野江馬子：水の也清美
- 日野江トリ江：川田孝子
- 日野江タツオ：日吉としやす
- ひつじ（牛三の親友）：如月寛多
- 上月（放送局員）：太刀川洋一
- お豆（宇佐木家の女中）：小桜京子
- お八重（隣家の女中）：若水ヤエ子
- おはる（向隣家の女中）：水町千代子
- 長さん（芋屋）：柳沢真一
- 「魚金」店員：大辻三郎
- 小虎（クリーニング屋）：平凡太郎
- 泥棒：田中志幸
- 署長：藤山竜一
- 新聞記者：守田比呂也
- おトラの恋人（回想）：天津敏
- 放送局重役：丘寵児
- 放送局部長：木田三千雄
- 仲人（審査員）：小西得郎（特別出演）
- 集配人：中原成男
- 偉そうな男：盤木吉二郎
- 庄屋の娘：中村はる江
- 銀行員：三谷勉
- 駅員：佐藤乙四郎
- 漬物屋：田中章三
- 司会者：一龍斎貞鳳
- 審査員：西川辰美（特別出演）

## CS放送
- CS放送では、まず2004年1月に日本映画専門チャンネルの企画「24時間まるごと日本の喜劇人」の中の1本として、本作が放送された。なお、後の5作品はいまだ放送されていない。
- その後2006年6月に、チャンネルNECOのコーナー「ザ・シリーズ」で、本作を含む全6作が放送された。

## 同時上映
『続サラリーマン出世太閤記』
- 脚本：笠原良三／監督：筧正典／主演：小林桂樹
- シリーズ第2作。

## 参考資料
- キネマ旬報